# Ina Ebert
Ina Ebert (* 30. August 1964 in Berlin) ist eine deutsche Juristin.
An der FU Berlin studierte sie von 1983 bis 1988 Jura. Nach der Promotion an der FU Berlin 1995 und der Habilitation für Bürgerliches Recht, Deutsche und Europäische Rechtsgeschichte und Privatrechtsgeschichte der Neuzeit 2002 in Kiel wurde sie dort 2007 außerplanmäßige Professorin. Sie ist Versicherungsjuristin bei Münchener Rück.

## Schriften (Auswahl)
- Die Normierung der juristischen Staatsexamina und des juristischen Vorbereitungsdienstes in Preußen (1849–1934). Berlin 1995, ISBN 3-428-08438-1.
- Pönale Elemente im deutschen Privatrecht. Von der Renaissance der Privatstrafe im deutschen Recht. Tübingen 2004, ISBN 3-16-148174-7.
- mit Reiner Schulze, Heinrich Dörner, Thomas Hoeren, Rainer Kemper, Ingo Saenger, Alexander Scheuch, Klaus Schreiber, Hans Schulte-Nölke, Ansgar Staudinger und Volker Wiese: Bürgerliches Gesetzbuch. Handkommentar. Baden-Baden 2019, ISBN 978-3-8487-5165-5.